# If Today Was Your Last Day
If Today Was Your Last Day è un singolo del gruppo rock canadese Nickelback, pubblicato nel 2008 ed estratto dall'album Dark Horse.

## Video
Il videoclip è stato girato da Nigel Dick in diverse città, ossia Omaha, New York e Philadelphia.

## Formazione
- Chad Kroeger - voce, chitarra acustica
- Ryan Peake - chitarra, cori
- Mike Kroeger - basso
- Daniel Adair - batteria, cori

## Tracce
- Download digitale

1. If Today Was Your Last Day – 4:08